# Dopatrium junceum
Dopatrium junceum är en grobladsväxtart som först beskrevs av William Roxburgh, och fick sitt nu gällande namn av Buch.-ham. och George Bentham. Dopatrium junceum ingår i släktet Dopatrium och familjen grobladsväxter. IUCN kategoriserar arten globalt som livskraftig. Inga underarter finns listade i Catalogue of Life.